# Thomas Sumter
Thomas Sumter (Charlottesville, 1734. augusztus 14. – Stateburg, 1832. június 1.) az Amerikai Egyesült Államok szenátora (Dél-Karolina, 1801–1810).

## Emlékezete
Róla nevezték el a Dél-Karolinához tartozó charlestoni-öbölben létesített Sumter-erődöt.